# Stachyris oglei
El timalí gorjiblanco (Stachyris oglei) es una especie de ave paseriforme de la familia Timaliidae endémica del Himalaya oriental.

## Distribución y hábitat
Se encuentra únicamente en el extremo oriental del Himalaya, en el noreste de la India, noreste de Assam y sureste de Arunachal Pradesh. Su hábitat natural son los bosques húmedos de montaña. Está amenazado por la pérdida de hábitat.